# Rubus portae-moravicae
Rubus portae-moravicae är en rosväxtart som beskrevs av Josef Holub, Trávn.. Rubus portae-moravicae ingår i släktet rubusar, och familjen rosväxter. Inga underarter finns listade i Catalogue of Life.